# Rakowo (powiat choszczeński)
Rakowo (niem. Raakow) – wieś sołecka w Polsce położona w województwie zachodniopomorskim, w powiecie choszczeńskim, w gminie Krzęcin. W latach 1975–1998 miejscowość administracyjnie należała do województwa gorzowskiego. W 2007 wieś liczyła 292 mieszkańców. 

## Geografia
Wieś leży ok. 5 km na północny wschód od Krzęcina, między Krzęcinem a Pławnem.

## Zabytki
Do wojewódzkiego rejestru zabytków wpisany jest:
- kościół pw. Świętej Trójcy z XV–XVI wieku, przebudowany w 1890. Kościół filialny, rzymskokatolicki należący do parafii pw. św. Jadwigi Śląskiej w Zieleniewie, dekanatu Drawno, archidiecezji szczecińsko-kamieńskiej, metropolii szczecińsko-kamieńskiej.

## Kultura i sport
We wsi znajduje się filia Gminnego Centrum Kultury w Krzęcinie.